# Bunești (gmina Mălureni)
Bunești – wieś w Rumunii, w okręgu Ardżesz, w gminie Mălureni. W 2011 roku liczyła 759 mieszkańców.